# 施皮茨堂区教堂
施皮茨堂区教堂（Pfarrkirche Spitz）是一座罗马天主教堂区教堂，位于下奥地利州克雷姆斯乡村县施皮茨，供奉圣穆理思（Mauritius）。隶属于天主教圣帕尔滕教区施皮茨总铎区。该堂已列为保护文物。

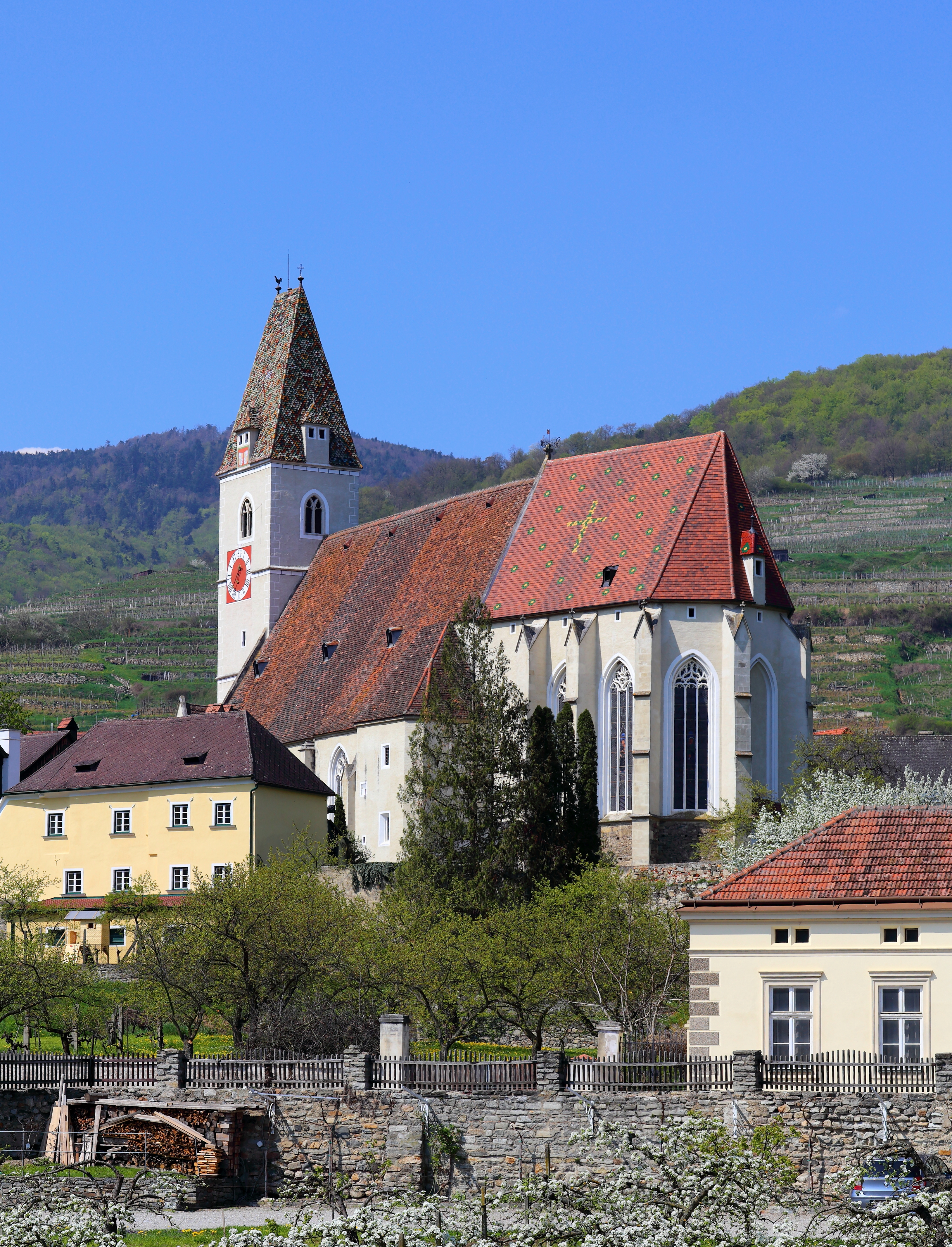
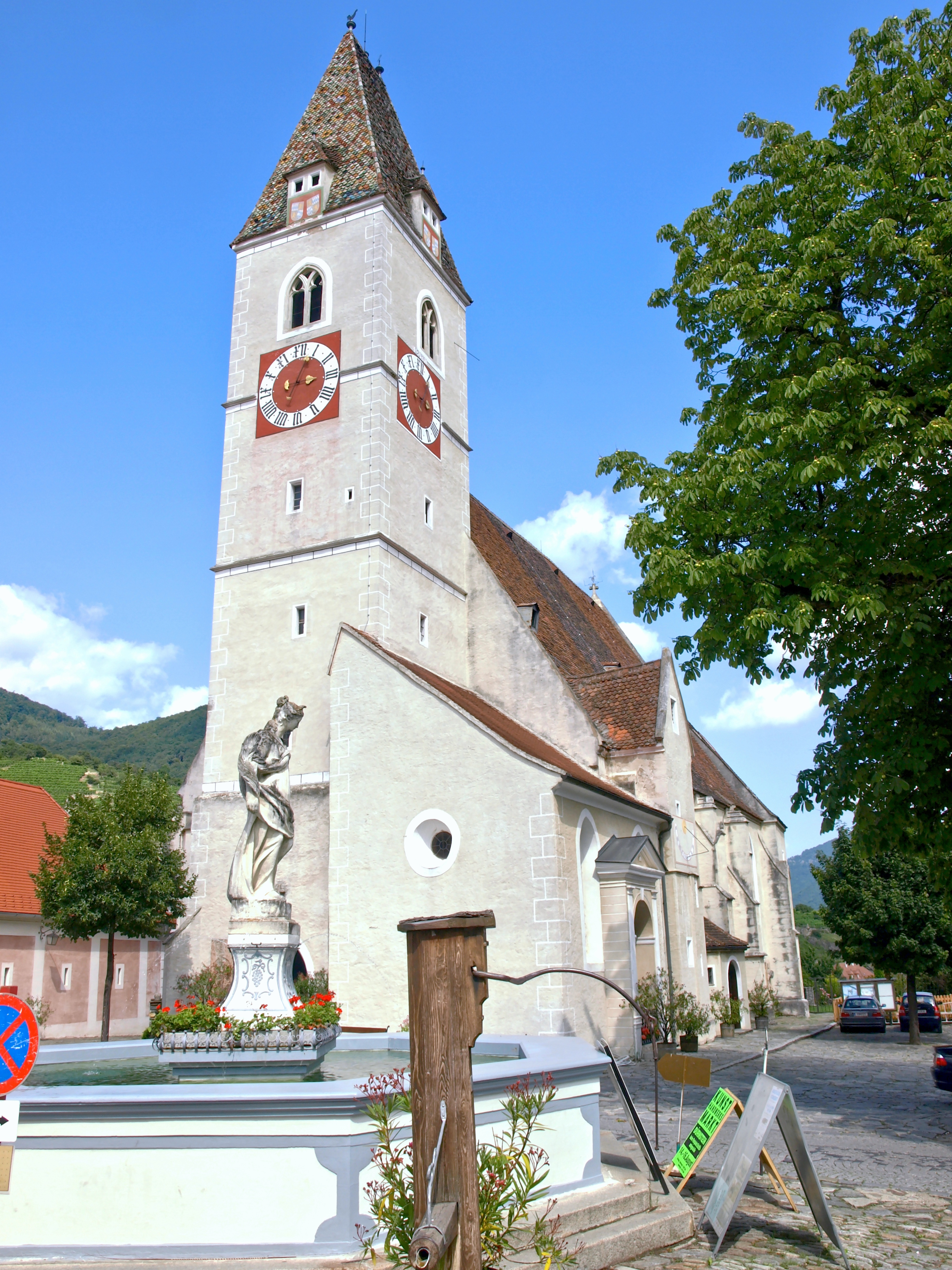
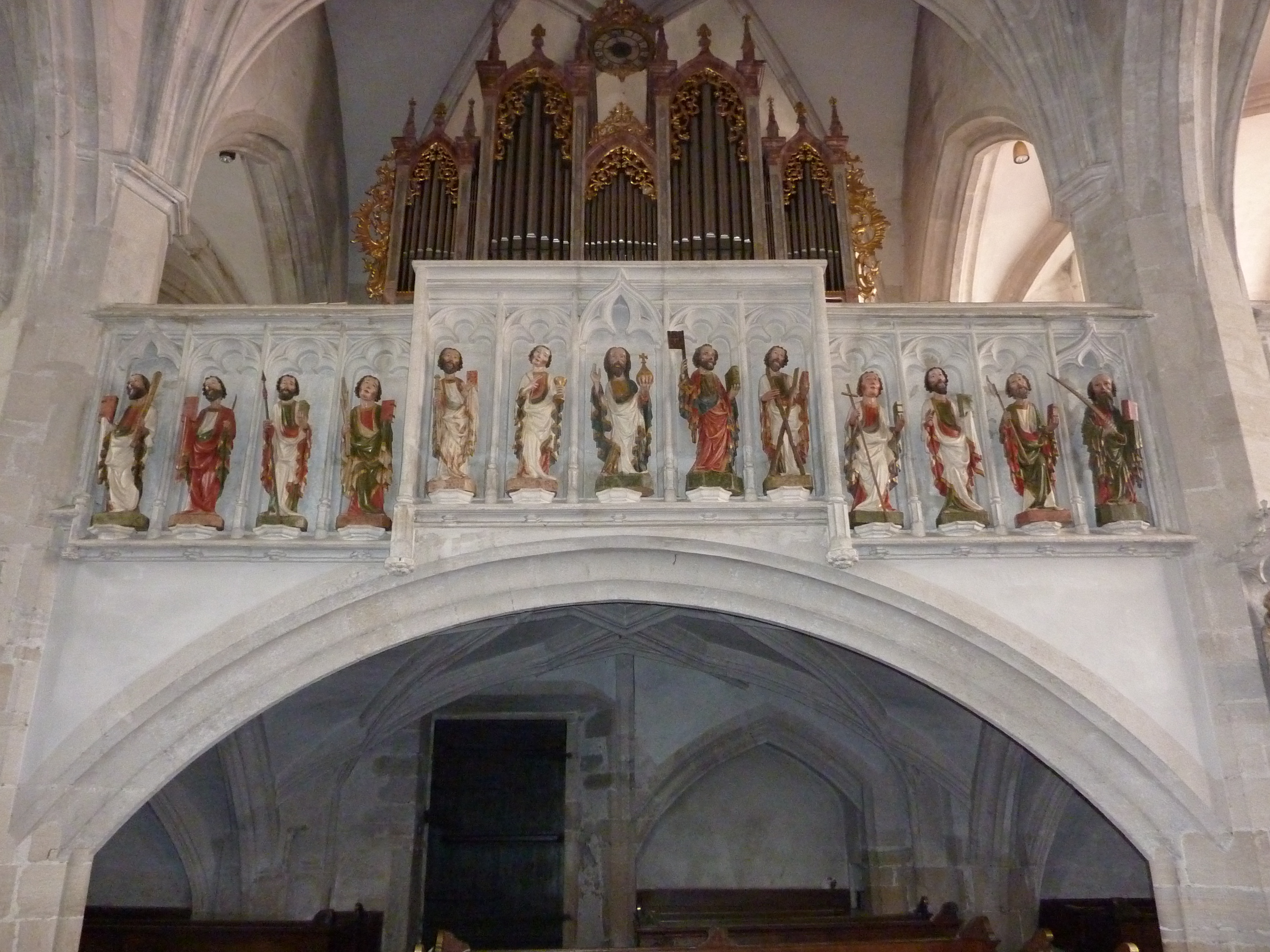
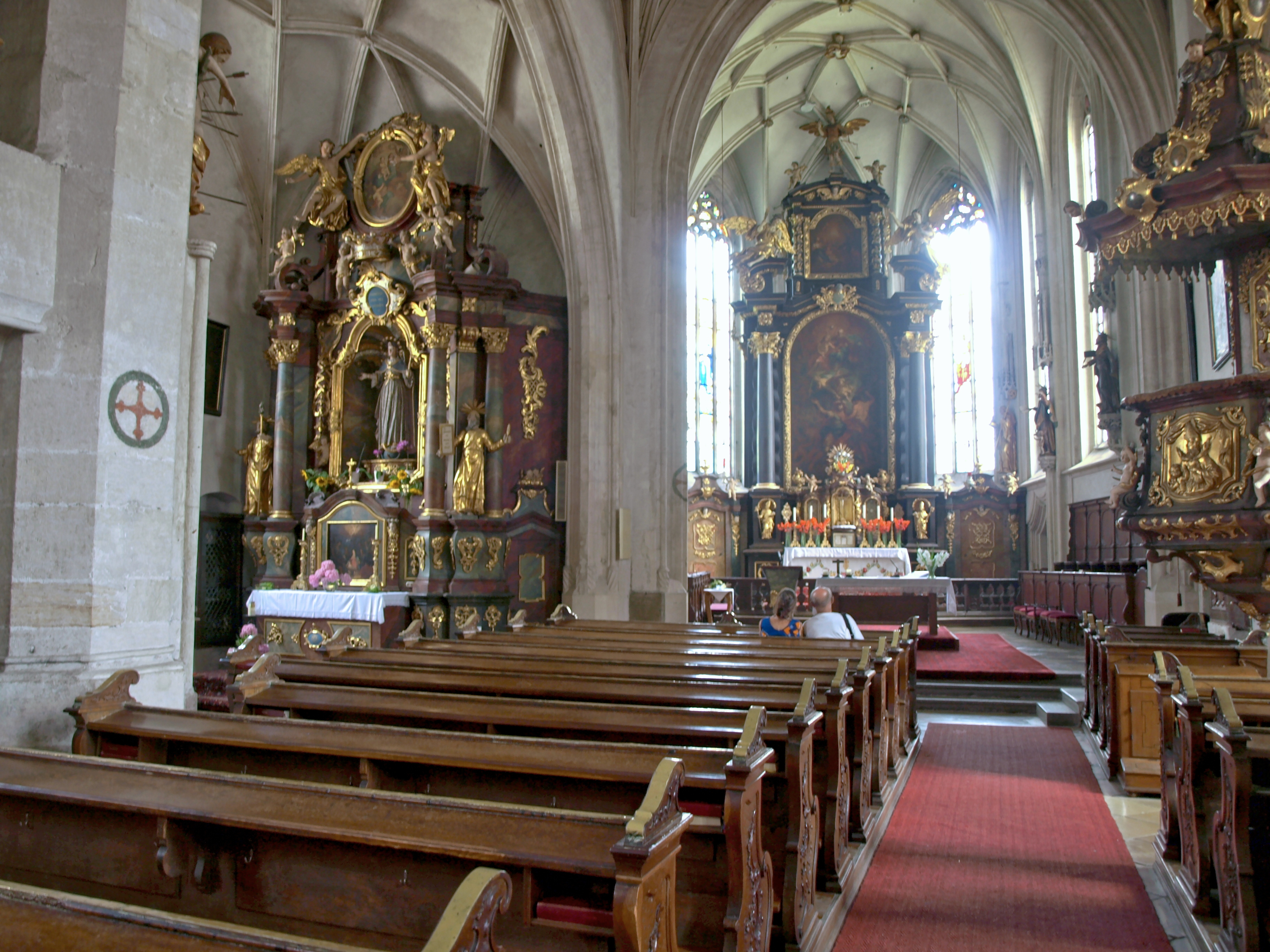
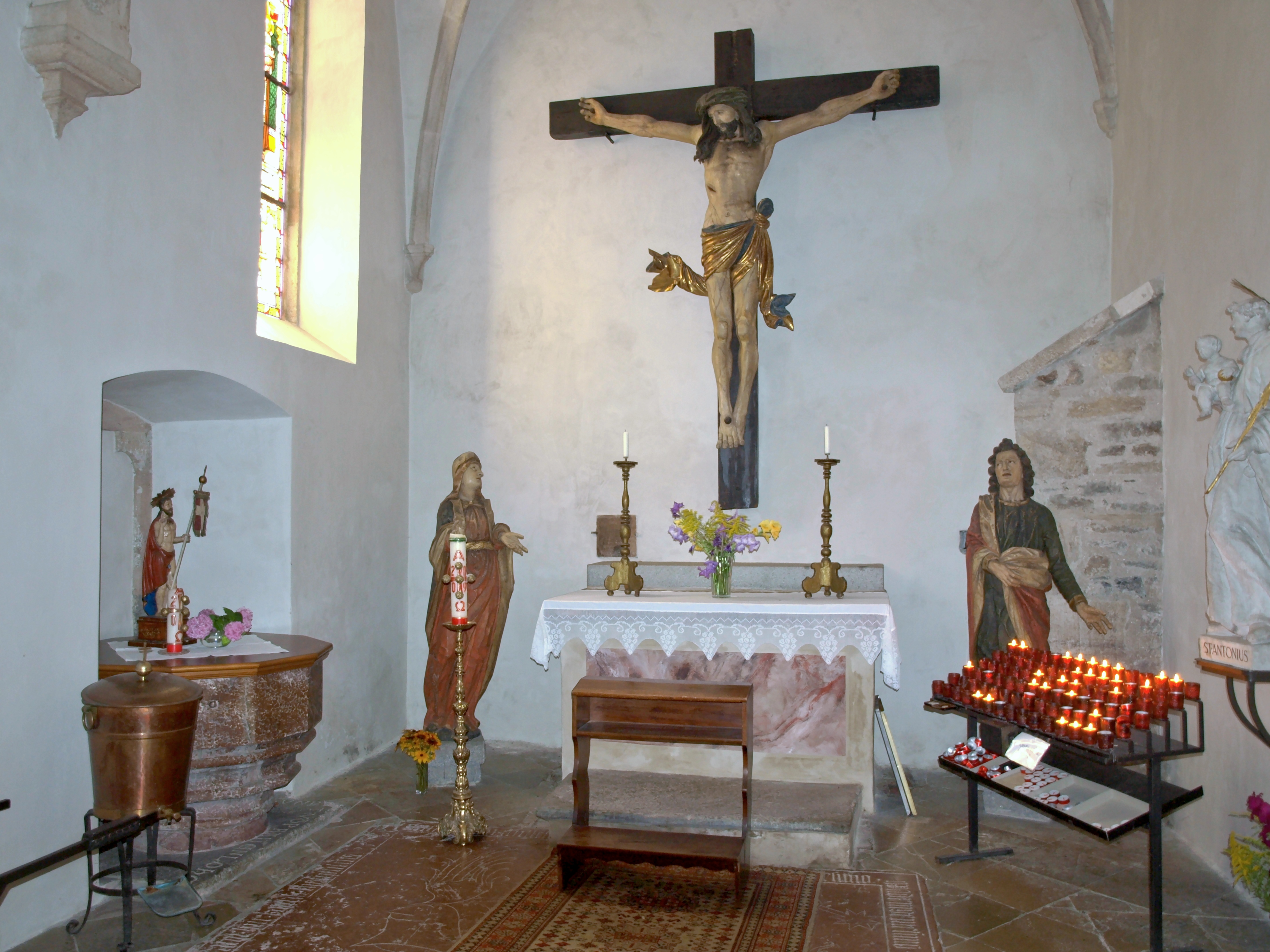
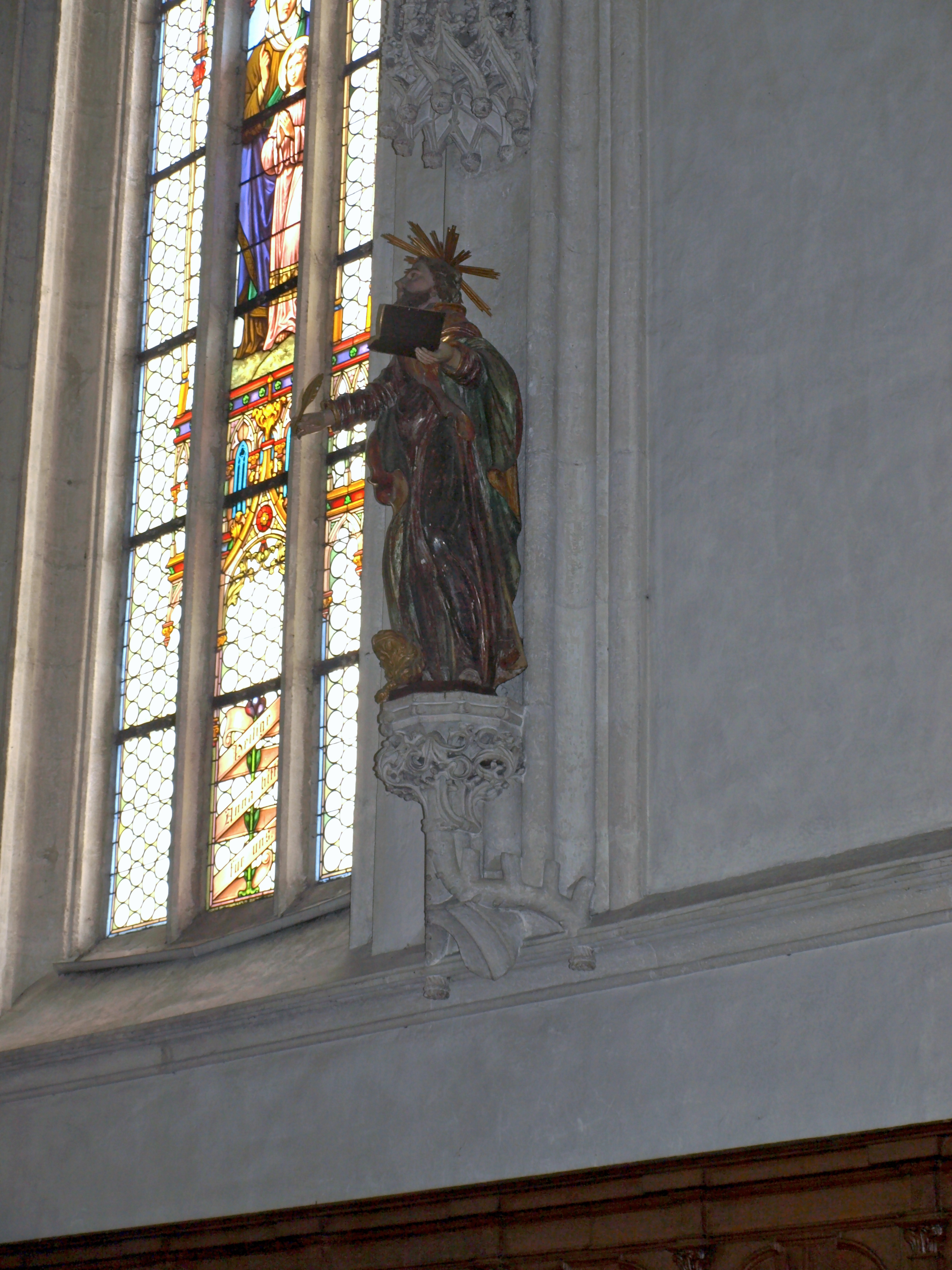
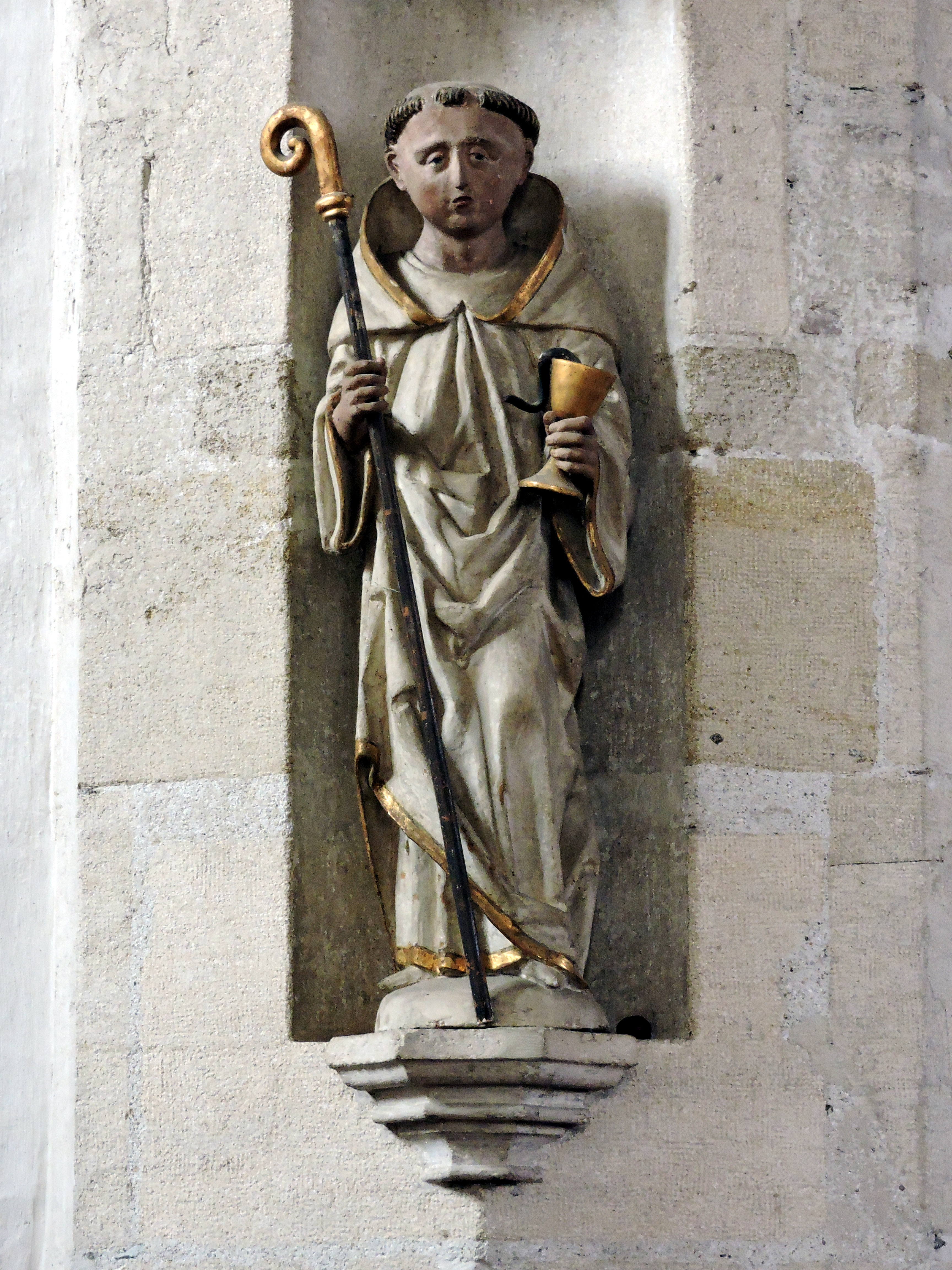
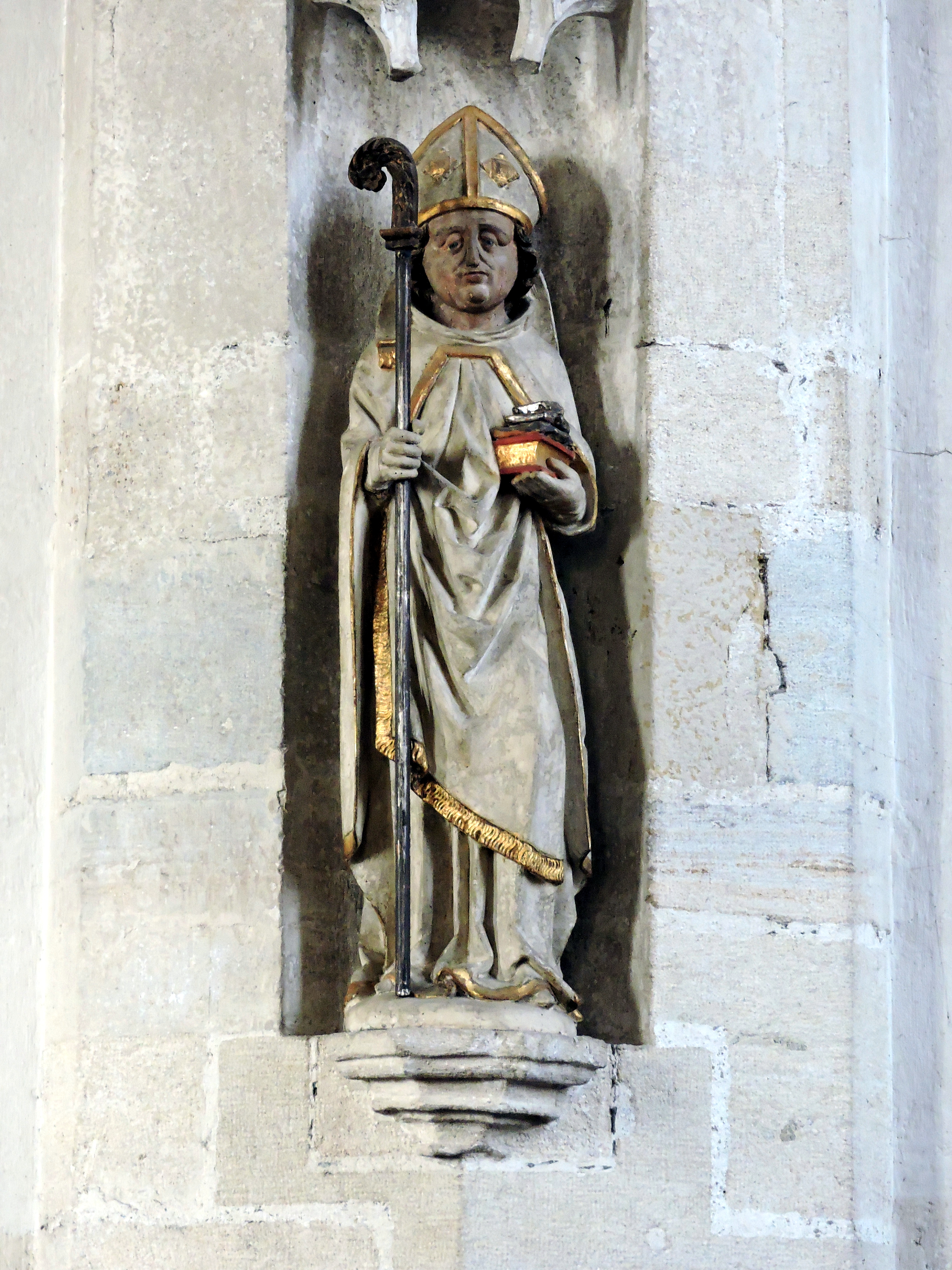